# Thomas Quellinus
Thomas Quellinus, né en mars 1661 à Anvers et mort en 1709, est un sculpteur baroque flamand qui fut actif dans le nord de l'Allemagne et au Danemark. Il est connu spécialement pour son art somptueux, ses chapelles, ses autels, ses monuments funéraires et ses sculptures, tous empreints de théâtralité et d'émotion baroque. Ses chapelles et ses monuments sont le plus souvent composés de façon grandiose avec des marbres de couleurs différentes et des ornements variés.

## Biographie
Quellinus naît à Anvers, mais la date exacte de sa naissance est inconnue, seule est connue celle de son baptême, le 17 mars 1661, qui a eu lieu tout de suite après, comme c'était l'usage. Il appartient à la famille d'artistes célèbre des Quellin. Son père Artus Quellinus le Jeune (1625-1700) et le cousin de son père Artus Quellin l'Ancien (1609-1668) sont sculpteurs, ainsi que son frère Artus Quellinus III (1653-1686). Son autre frère, Cornelis (1658-1709), est peintre.
Il commence son apprentissage chez son père, puis il travaille avec son frère Artus à Londres. Il s'installe au milieu de l'année 1689 à Copenhague. Il y termine le monument funéraire, commencé par son père, du maréchal Hans Schack (en), qui se trouve dans l'église de la Trinité de Copenhague, et reçoit la commande d'autres travaux. Sa renommée ne fait alors que croître. Il travaille dans ce pays pendant dix-sept ans, pour la cour, l'aristocratie danoise et l'aristocratie allemande du Schleswig-Holstein (appartenant alors à la couronne danoise).
Il crée une nouvelle forme de monuments funéraires baroques qui influence les artistes locaux.
Il reçoit aussi la permission de la couronne de s'occuper de l'importation de dentelles des pays flamands, ce qui était alors un produit de grand prix, pour augmenter ses revenus. Sa femme poursuit cette activité après la mort du sculpteur.
Quellinus est également l'un des membres fondateurs de l'académie des beaux-arts de Copenhague. Il retourne vivre à Anvers en 1707, où il meurt en 1709.
La plupart de ses œuvres sont issues de la collaboration de ses élèves, car il était à la tête d'un grand atelier. Il reçoit aussi la commande de trois sculptures de la part du tsar Pierre Ier de Russie pour son nouveau Jardin d'Été de Saint-Pétersbourg, ce qui est considéré comme un geste de rapprochement de la Russie avec la couronne danoise. C'est aussi à cette époque que Domenico Trezzini, qui était alors à Copenhague, est invité à Pétersbourg.
Quellinus est l'auteur du monumental autel baroque de l'église Sainte-Marie de Lübeck, commandé par le conseiller Fredenhagen, dont il subsiste aujourd'hui des morceaux.

## Quelques œuvres

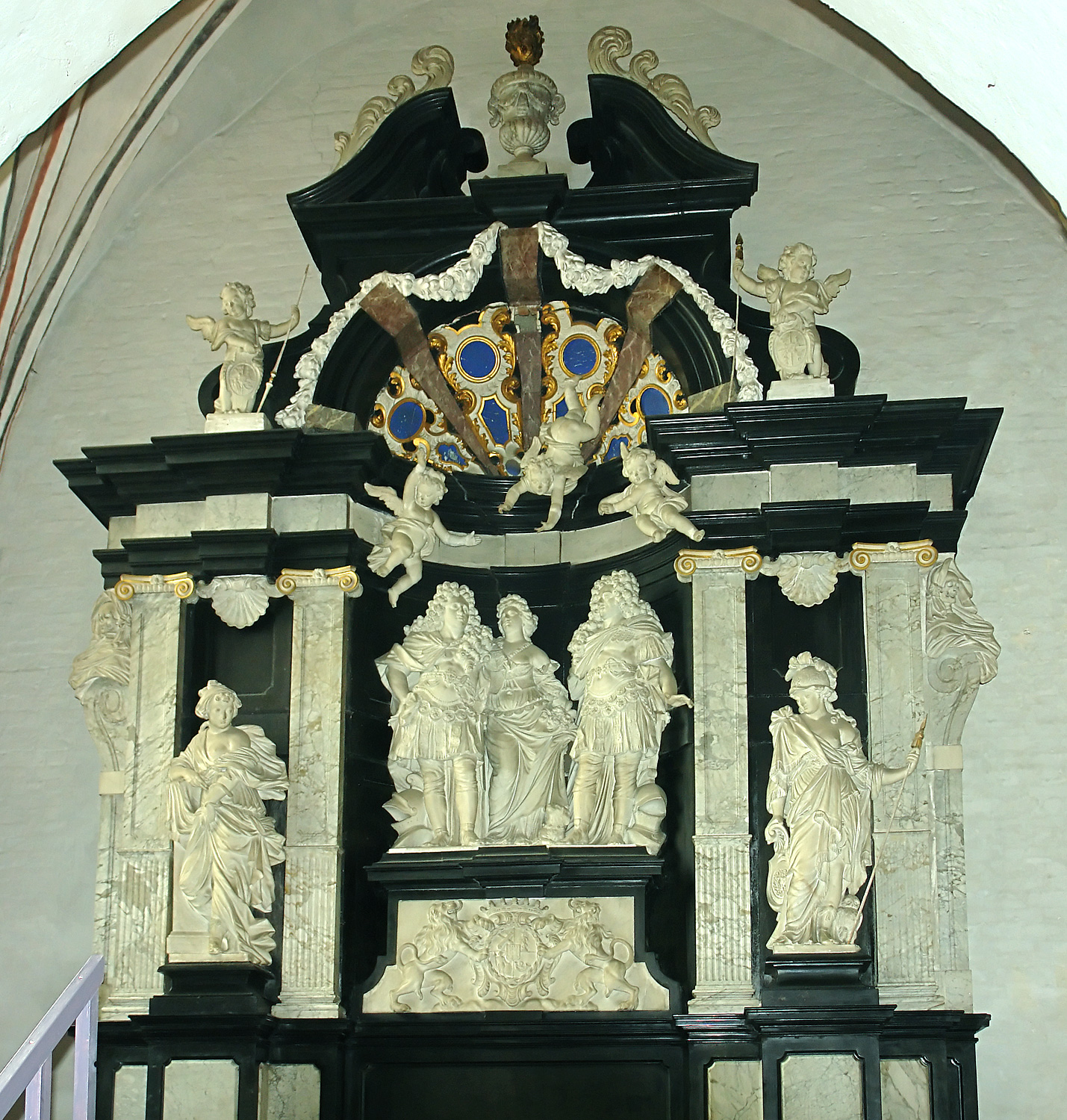
Monument funéraire de la chapelle Marselis, cathédrale d'Århus
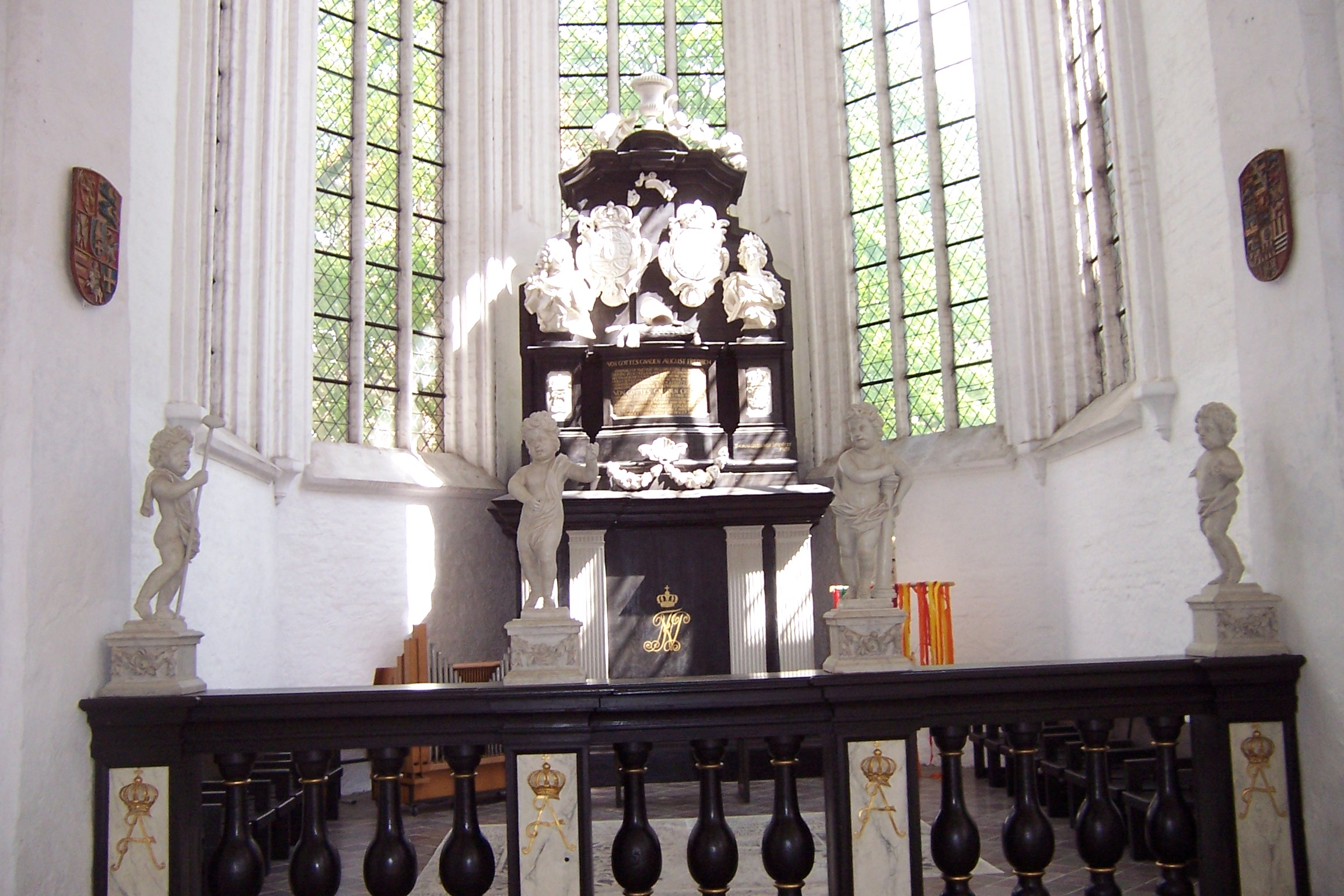
Chapelle funéraire d'Auguste-Frédéric de Schleswig-Holstein à l'église Sainte-Marie de Lübeck
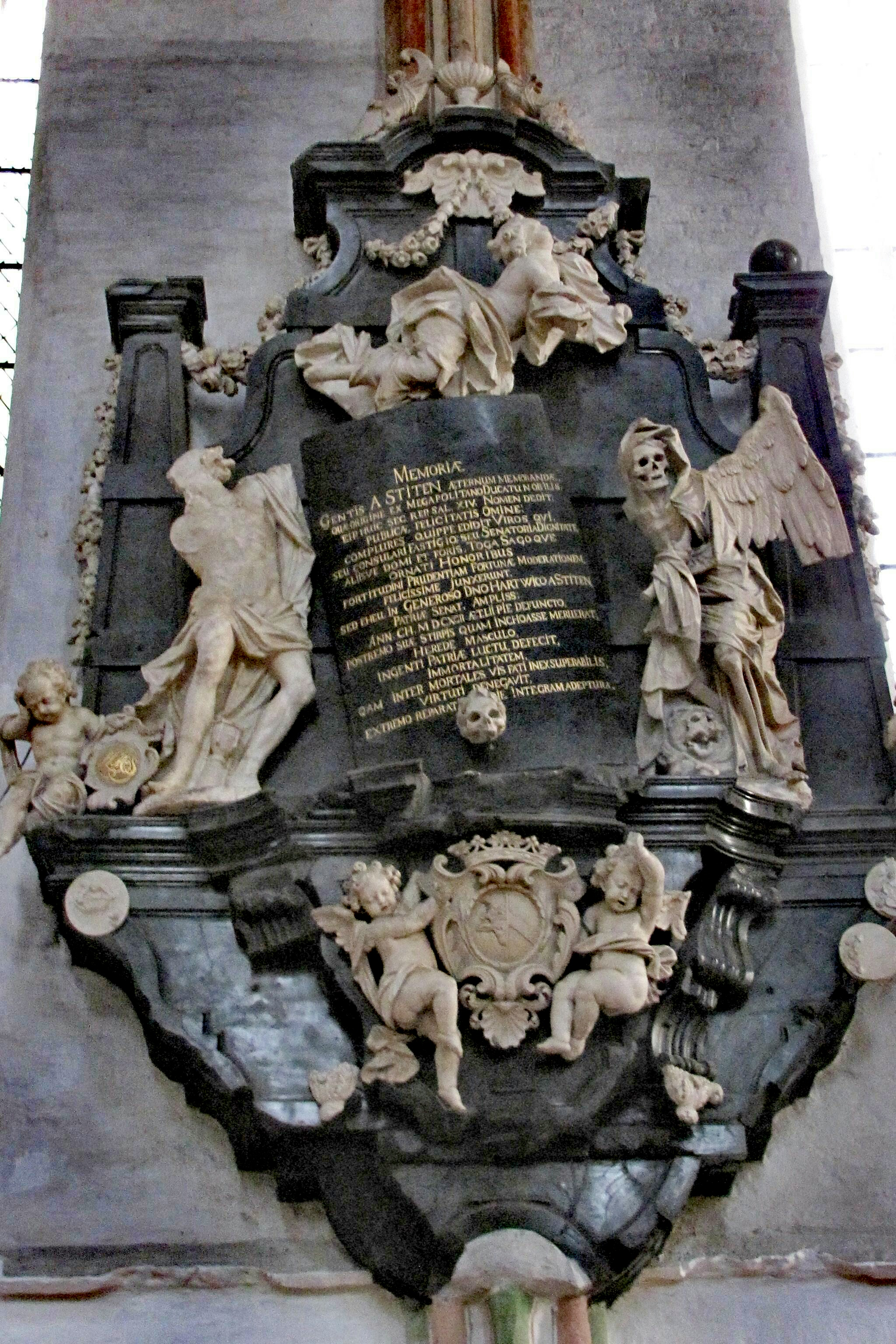
Monument funéraire du conseiller Hartwig von Stiten à l'église Sainte-Marie de Lübeck
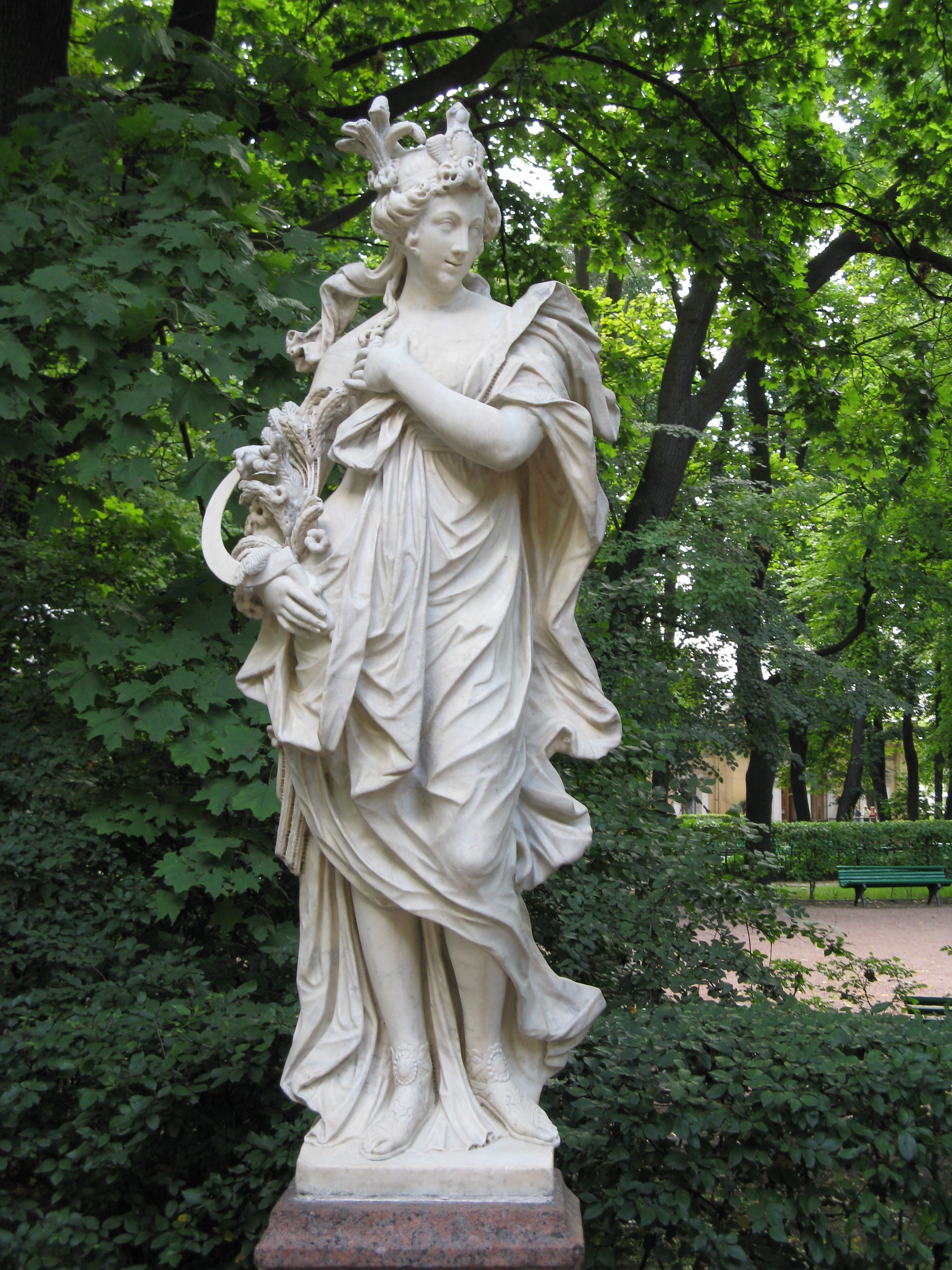
Statue de Cérès au Jardin d'été (Saint-Pétersbourg)